# ダイアリー・オブ・ア・マッドマン
『ダイアリー・オブ・ア・マッドマン』（Diary of a Madman）は、オジー・オズボーンが1981年に発表した2作目のスタジオ・アルバム。

## 解説
本作のレコーディング終了後、ボブ・デイズリーとリー・カースレイクがオズボーンのバンドを脱退。アルバムのインナー・スリーヴのグループ・ショットは、後任として加入したルディ・サーゾとトミー・アルドリッジを含む写真が掲載されたが、彼らは実際には本作で演奏していない。なお、脱退したデイズリーとカースレイクは、カースレイクがかつて在籍していたユーライア・ヒープに、2人揃って加入した。
本作からの第1弾シングル「フライング・ハイ・アゲイン」はビルボード誌のメインストリーム・ロック・チャートで2位に達した。その後、「オーヴァー・ザ・マウンテン」も同チャートで38位、「ユー・キャント・キル・ロックン・ロール」も41位に達した。
本作発表後のツアーの途中の1982年3月19日、ランディ・ローズが飛行機事故で死去したため、本作はローズ在籍時としては最後のスタジオ・アルバムとなった。
2002年に発売されたリマスター盤では、ボーナス・トラックとして前作収録曲「アイ・ドント・ノウ」のライヴ・ヴァージョンが追加収録され、ベースとドラムスのパートが、当時オズボーンのバンドに在籍していたロバート・トゥルージロとマイク・ボーディンの演奏に差し替えられた。しかし、2011年発売の「レガシー・エディション」では、オリジナル通りデイズリーとカースレイクの演奏に戻された。また、2011年発売の「ライヴ・エディション」は、未発表ライヴ音源を収録したボーナス・ディスクが付属しており、このライヴ音源にはサーゾとアルドリッジが参加している。

## 収録曲
特記なき楽曲はオジー・オズボーン、ランディ・ローズ、ボブ・デイズリー、リー・カースレイクの共作。
1. オーヴァー・ザ・マウンテン - Over the Mountain - 4:31
2. フライング・ハイ・アゲイン - Flying High Again - 4:44
3. ユー・キャント・キル・ロックン・ロール - You Can't Kill Rock and Roll (Ozzy Osbourne, Randy Rhoads, Bob Daisley) - 6:59
4. ビリーヴァー - Believer (O. Osbourne, R. Rhoads, B. Daisley) - 5:16
5. リトル・ドールズ - Little Dolls - 5:39
6. トゥナイト - Tonight - 5:50
7. S.A.T.O - S.A.T.O - 4:07
8. ダイアリー・オブ・ア・マッドマン - Diary of a Madman - 6:14

### 2002年リマスター盤ボーナス・トラック
1. アイ・ドント・ノウ（ライヴ） - I Don't Know (Live) (O. Osbourne, R. Rhoads, B. Daisley) - 4:56

### 2011年ライヴ・エディション盤ボーナス・ディスク
1. アイ・ドント・ノウ - I Don't Know (O. Osbourne, R. Rhoads, B. Daisley) - 5:08
2. クレイジー・トレイン - Crazy Train (O. Osbourne, R. Rhoads, B. Daisley) - 6:26
3. ビリーヴァー - Believer (O. Osbourne, R. Rhoads, B. Daisley) - 5:37
4. ミスター・クロウリー＜死の番人＞ - Mr. Crowley (O. Osbourne, R. Rhoads, B. Daisley) - 6:19
5. フライング・ハイ・アゲイン - Flying High Again - 4:17
6. レヴェレイション（マザー・アース）＜天の黙示＞ - Revelation (Mother Earth) (O. Osbourne, R. Rhoads, B. Daisley) - 5:58
7. スティール・アウェイ（ザ・ナイト） - Steal Away (The Night) (O. Osbourne, R. Rhoads, B. Daisley) - 8:00
8. スーサイド・ソリューション＜自殺志願＞ - Suicide Solution (O. Osbourne, R. Rhoads, B. Daisley) - 8:34
9. アイアン・マン - Iron Man (O. Osbourne, Tony Iommi, Geezer Butler, Bill Ward) - 3:12
10. チルドレン・オブ・ザ・グレイヴ - Children of the Grave (O. Osbourne, T. Iommi, G. Butler, B. Ward) - 5:07
11. パラノイド - Paranoid (O. Osbourne, T. Iommi, G. Butler, B. Ward) - 3:17

## 参加ミュージシャン
- オジー・オズボーン - ボーカル
- ランディ・ローズ - ギター
- ボブ・デイズリー - ベース
- リー・カースレイク - ドラムス
- ルイス・クラーク - ストリングス・アレンジ(on 8.)

2002年リマスター盤
- ロバート・トゥルージロ - ベース
- マイク・ボーディン - ドラムス

2011年ライヴ・エディション盤ボーナス・ディスク
- ルディ・サーゾ - ベース
- トミー・アルドリッジ - ドラムス